# Sleutel van Sint-Servaas
De sleutel van Sint-Servaas, ook wel Servatiussleutel, is een voorwerp van Karolingische edelsmeedkunst, dat  bewaard wordt in de schatkamer van de Sint-Servaasbasiliek in Maastricht. Het kunstvoorwerp van verguld zilver wordt toegeschreven aan het hofatelier van Karel de Grote te Aken en is mogelijk door Einhard in Maastricht terechtgekomen. De sleutel is het attribuut van Sint-Servaas en maakt deel uit van de zogenaamde Servatiana, voorwerpen die verbonden zijn met het leven van Servatius. De Sint-Servaassleutel staat afgebeeld in het wapen van het Sint-Servaaskapittel en van enkele plaatsen die aan het kapittel onderhorig waren (elf banken van Sint-Servaas).

## Geschiedenis
De sleutel van Sint-Servaas is waarschijnlijk gemaakt in de werkplaatsen van de koninklijke palts in Aken en bevindt zich vermoedelijk al sinds zijn ontstaan in de Sint-Servaaskerk in Maastricht. Hoe de sleutel van Aken in Maastricht terecht is gekomen, is niet bekend. Wel bestaat het vermoeden dat Einhard, geleerde aan het hof van Karel de Grote en tevens abt van Sint-Servaas hier een rol in speelde. Via hem kwam de Sint-Servaaskerk in het bezit van de relieken van de heilige martelaren Marcellinus en Petrus en van de zogenaamde Einhardsboog, een zilveren reliekhouder in de vorm van een Romeinse triomfboog, waarop een reliekenkruis was gemonteerd. Het kruis was al sinds onheuglijke tijden zoek, de voet verdween in de 18e eeuw, de relieken van Marcellinus en Petrus zijn bewaard gebleven. Volgens de Maastrichtse kunsthistoricus en archeoloog Titus Panhuysen is er reden om aan te nemen dat deze waardevolle en heilige geschenken - inclusief de sleutel - tot één betekenisvolle schenking aan de Servaasabdij hebben behoord. De aanwezigheid van deze koninklijke schat bij het graf van Sint-Servaas zou ook de belangstelling van de hertogen van (Neder-)Lotharingen voor Maastricht verklaren.

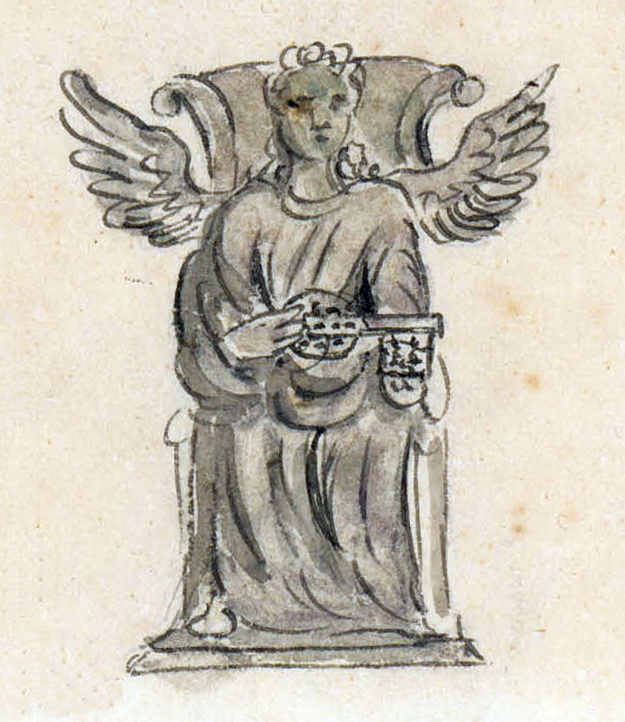
Reconstructie zilveren engel als sleuteldrager (Ph. van Gulpen, ca. 1840)

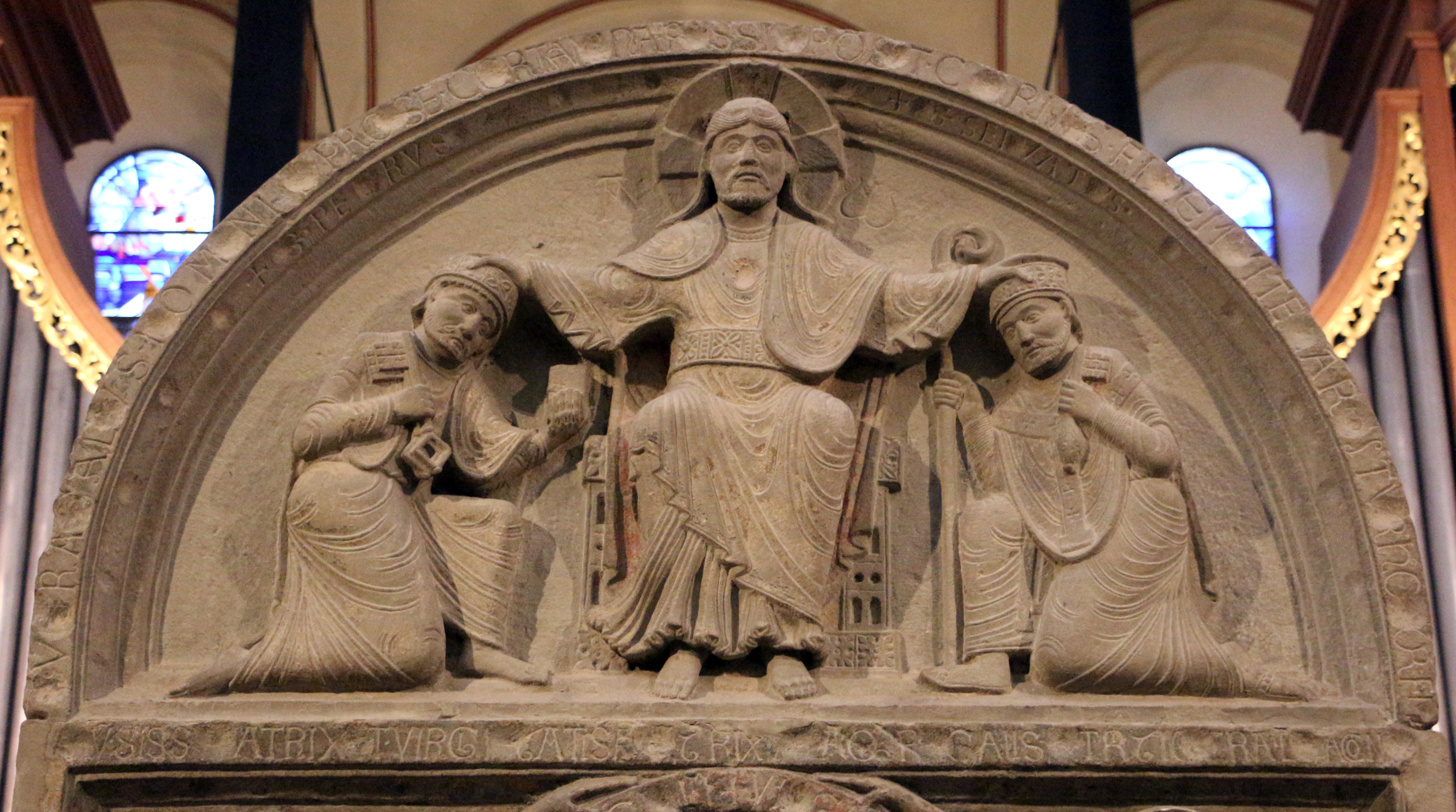
Detail dubbelreliëf Westwerkaltaar (ca. 1160). Links: Petrus met Petrussleutels; rechts: Servaas met Servaassleutel

Een andere mogelijkheid is dat de sleutel van Sint-Servaas dezelfde is, of een kopie van een van de "sleutels van het graf van Petrus", die paus Leo III na zijn ambtsaanvaarding in 795 aan Karel de Grote zond als teken van trouw. Deze zou vervolgens door Lodewijk de Vrome, Hendrik III of een andere Sint-Servaas goedgezinde vorst aan de Servaaskerk geschonken zijn. Deze visie sluit aan op de latere middeleeuwse legende, waarin Sint-Servaas de sleutel van Petrus ontvangt. Opvallend is dat op het zogenaamde dubbelreliëf van het Westkerkaltaar in de kerk Petrus en Servatius een gelijkwaardige positie innemen, elk met hun eigen sleutels.
De eerste berichten over het gebruik van de Servatiussleutel in de liturgie en volksdevotie dateren van omstreeks 1200. Zo werd de sleutel als er een muizenplaag was over de velden gedragen. Ook dacht men genezen te worden van allerlei kwalen als men de sleutel aanraakte. Jean d'Outremeuse beschrijft in de 14e eeuw het gebruik om de sleutel onder te dompelen in water, dat daardoor geneeskrachtig werd. In de Ordinarius custodum van rond 1600 staat dat de sleutel elke ochtend om tien uur op het altaar werd geplaatst. De sleutel werd dan gelegd op een houder in de vorm van een zilveren engel met uitgestrekte armen. Soms werd de sleutel in processies meegevoerd. Op Sint-Servaasdag (13 mei) zat een kapelaan bij het beeld van de heilige vóór in de kerk en zegende de bezoekers met de sleutel. De sleutel hoorde niet bij de relieken die tijdens de Heiligdomsvaart vanaf de dwerggalerij aan de verzamelde pelgrims op het Vrijthof werden getoond.
In 1634 werd de sleutel, samen met andere kostbare stukken uit de kerkschat van het Sint-Servaaskapittel, wegens oorlogsdreiging naar Luik overgebracht. In 1654 werd de situatie veilig geacht en keerde de sleutel terug naar Maastricht. Na de inname van Maastricht door generaal Kléber (november 1794) volgde voor kerkelijke instellingen een periode van zware oorlogsbelastingen, waardoor het Sint-Servaaskapittel zich genoodzaakt zag een groot deel van de goud- en zilverschat om te laten smelten. Daarbij bevond zich ook het zilveren beeld van de engel, die als sleuteldrager dienstdeed. De sleutel zelf bleef behouden. Na de opheffing van het kapittel door de Fransen eind 1797, werd de sleutel toevertrouwd aan de 74-jarige kanunnik Godefridus Crutz. Na de dood van Crutz gaven zijn erfgenamen de sleutel terug aan de kerk (tussen 1817 en 1829). Sindsdien bevindt de sleutel zich in de schatkamer van de kerk.

## Legende
De sleutel wordt voor het eerst als attribuut van Sint-Servaas beschreven in een handschrift van de Actus Sancti Servatii, waarvan het origineel omstreeks 1070 door Jocundus was geschreven, maar waaraan in de loop van de late 11e en 12e eeuw allerlei verhalen waren toegevoegd. Volgens dit handschrift uit ca. 1150 zou Sint-Servaas de sleutel van Petrus ontvangen hebben tijdens zijn verblijf in Rome. De sleutel werd beschreven als "clavem divine fabricationis" (van Goddelijke makelij). Bij Jocundus is eveneens te vinden dat de sleutel teruggevonden werd op het lichaam van de heilige bij diens translatie in de tijd van Karel de Grote en Hubertus(!).
Rond 1200 werd er aan de Gesta Sancti Servatii een verhaal toegevoegd over een diefstal van de sleutel, gevolgd door een miraculeuze terugkeer en reparatie. Henric van Veldeke kopieerde omstreeks 1170 veel van deze legenden in zijn Leven van Sente Servas, het eerste grotere werk in de Nederlandse taal. Sedertdien wordt de sleutel beschouwd als het vaste attribuut van de heilige en wordt hij ook telkens zo afgebeeld.

## Beschrijving
De sleutel van Sint-Servaas is 28 cm lang, maximaal 9,3 cm breed en weegt 1046 gram. De sleutel is als één geheel gegoten uit zilver en is daarna verguld. Het verguldsel is echter grotendeels verdwenen. Het amandelvormige handvat is hol en opengewerkt aan beide zijden. Het versieringsmotief bestaat uit een krans van acanthusranken en -bladeren in ajourwerk. Het gespvormige bovendeel is aangegoten en dient om de sleutel op te hangen. Het handvat is verbonden met de schacht door middel van een versierde verdikking, de nodus. De gladde schacht is achtkantig en heeft een rond pengat aan de onderkant. De baard van de sleutel is bijna vierkant met vier uitsparingen aan elke zijde en vijf openingen in de vorm van een Jeruzalemkruis (een groot Grieks kruis geflankeerd door vier kleinere kruizen).

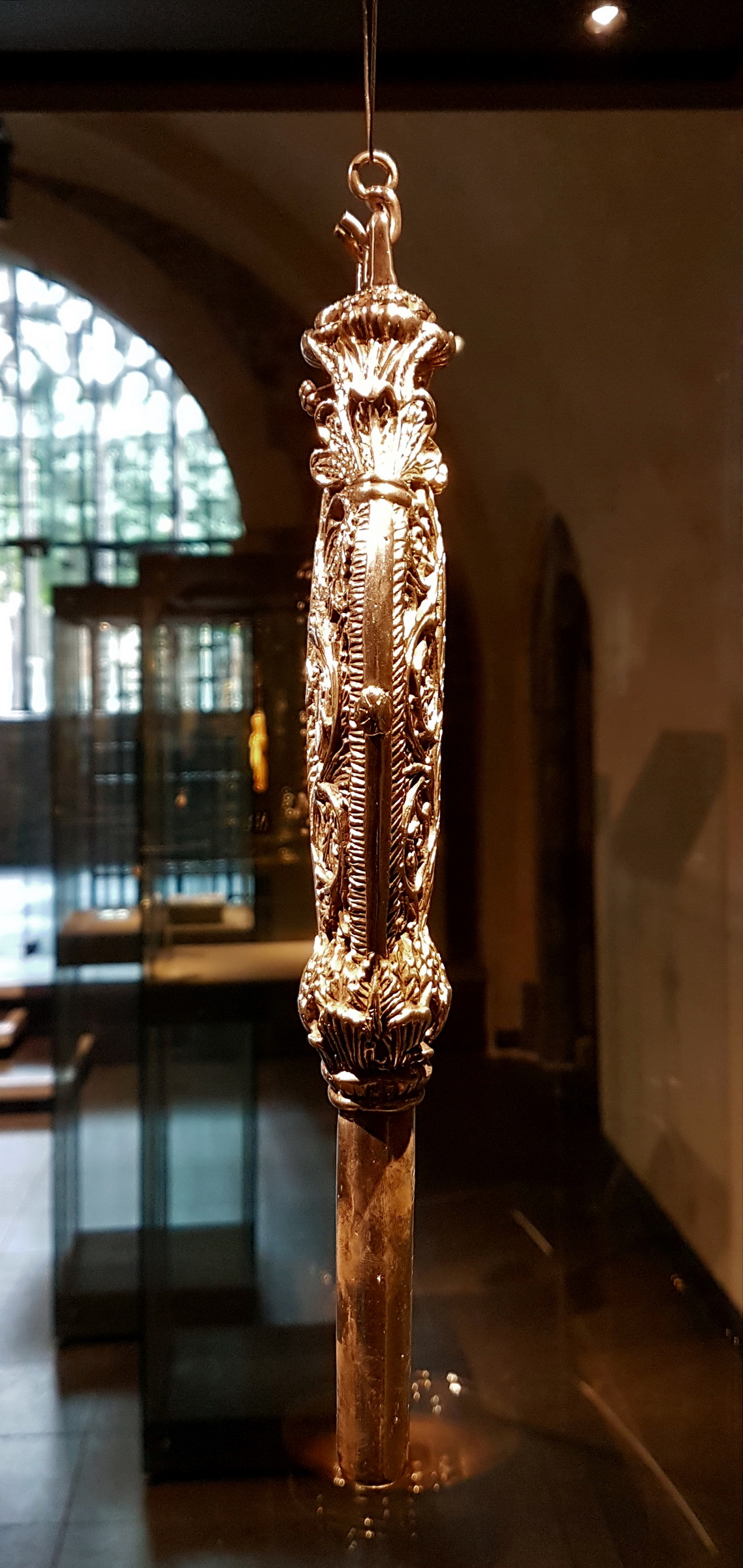
Zijaanzicht
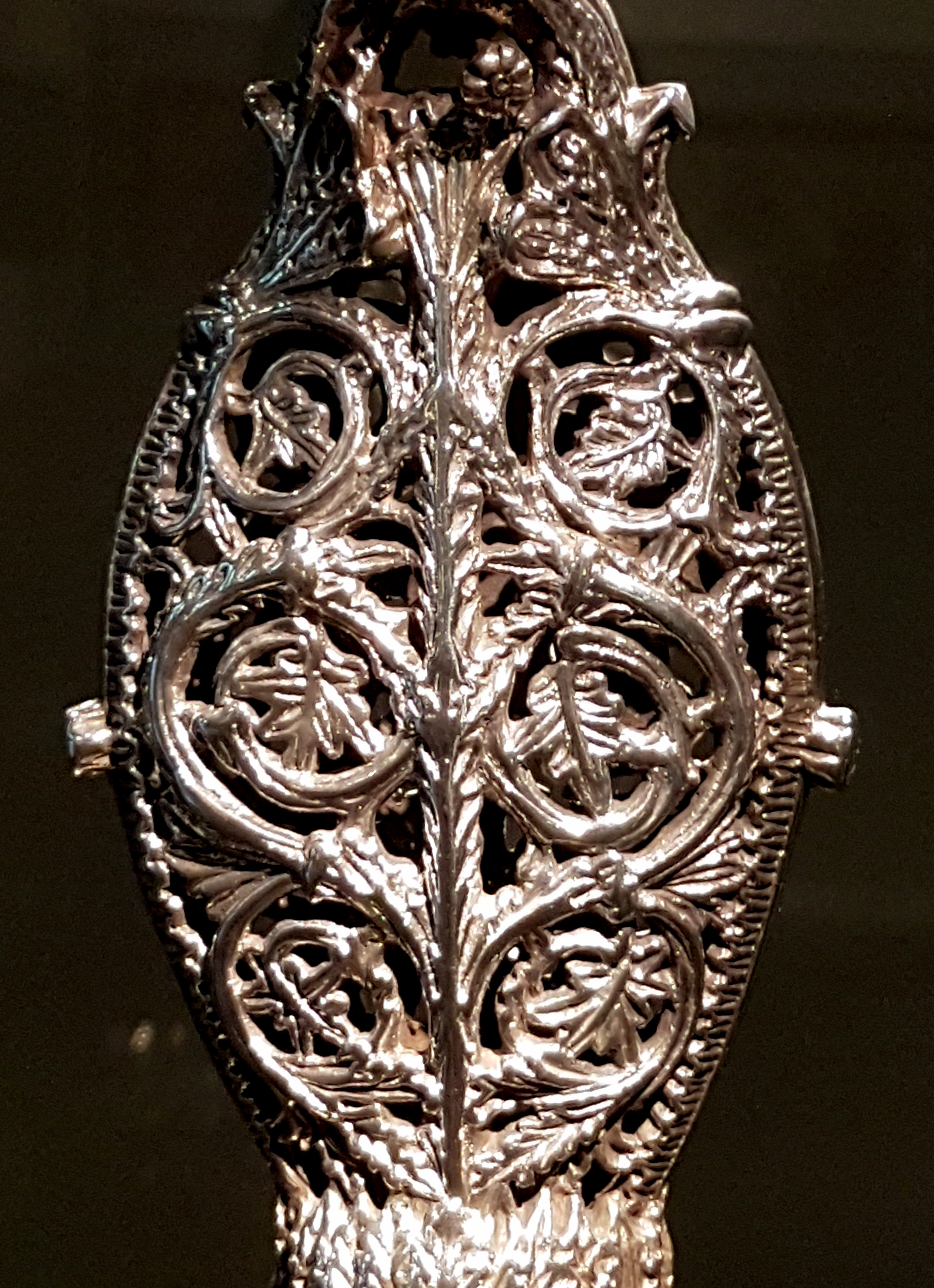
Detail handvat
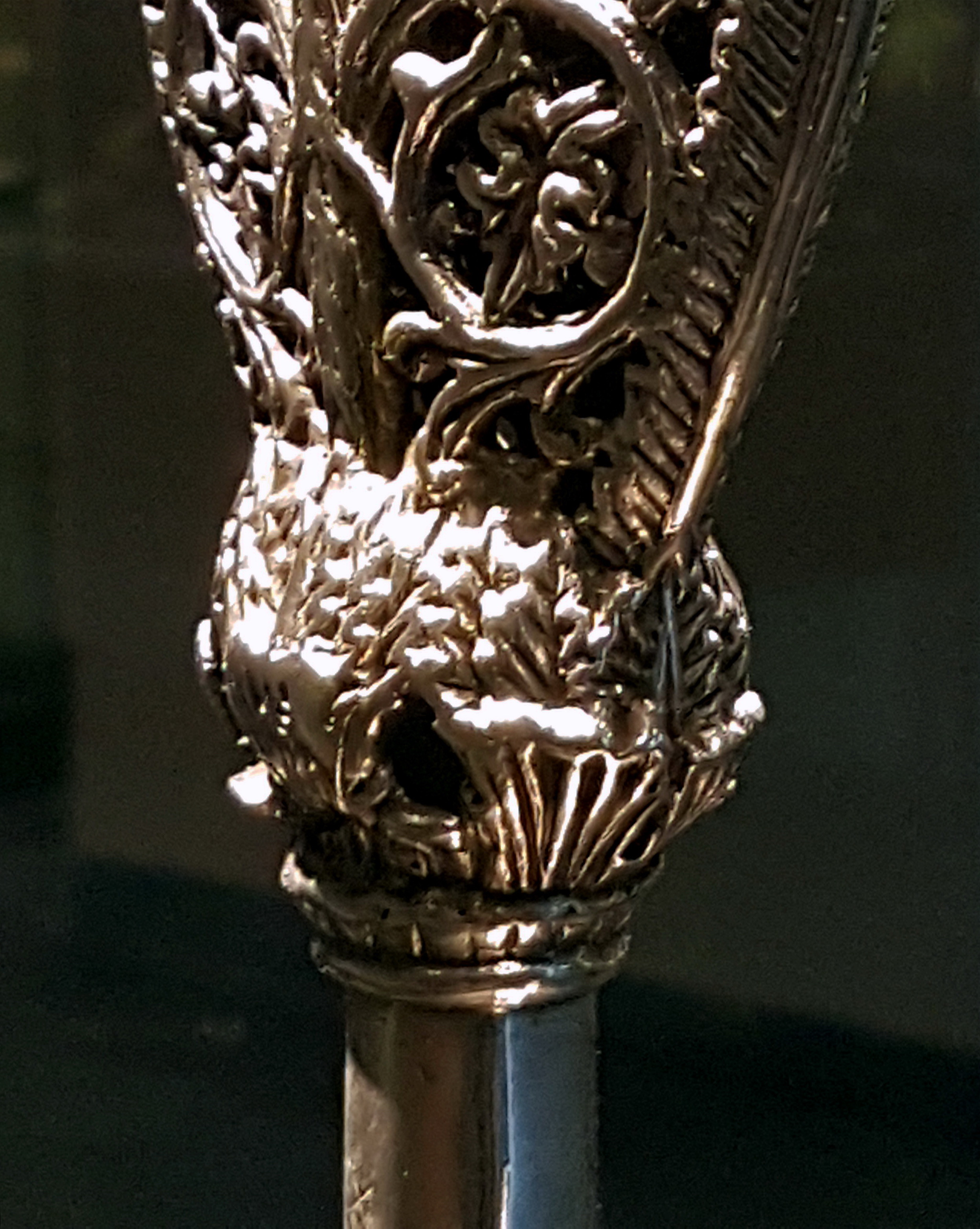
Nodus en schacht
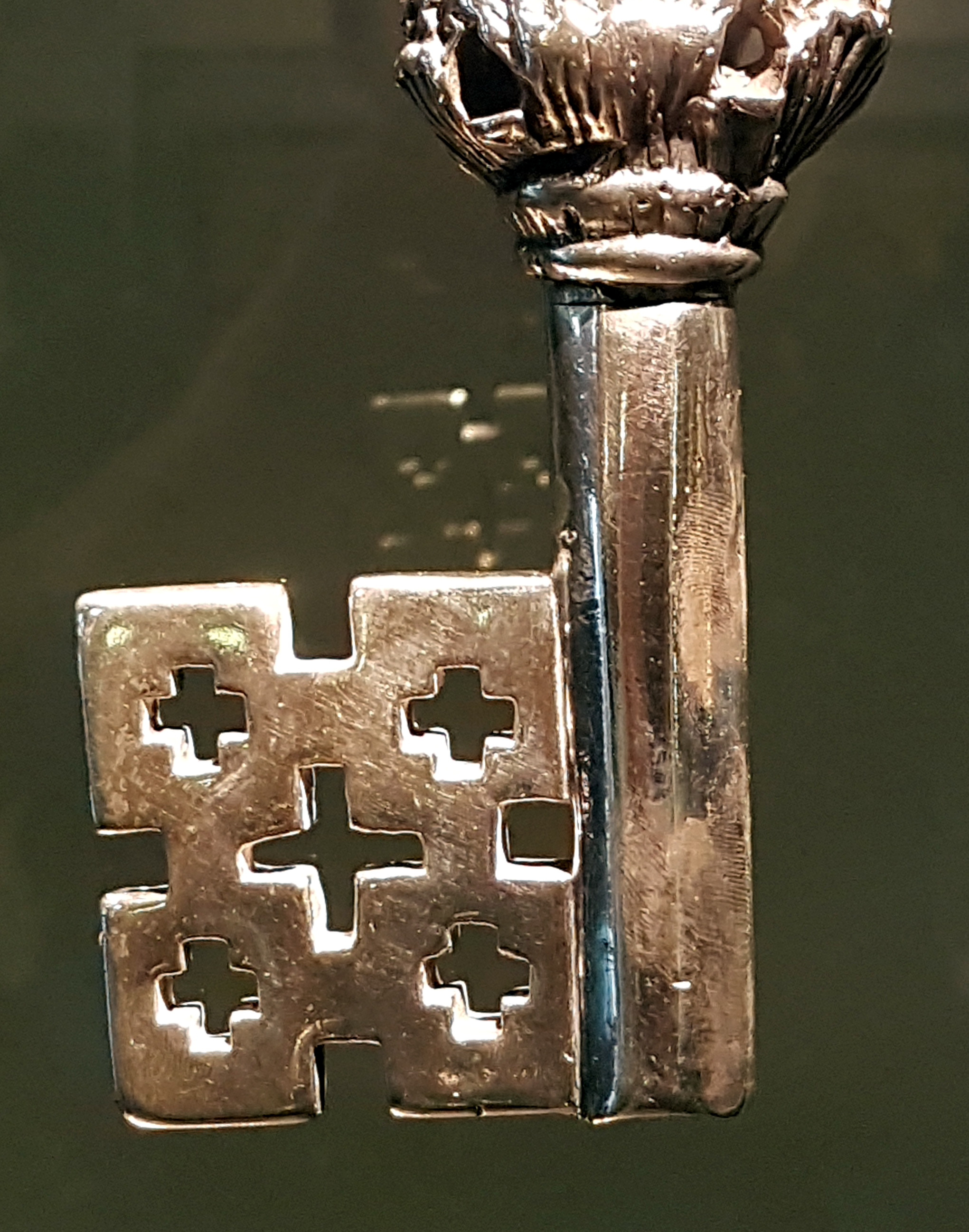
Baard

## Kunsthistorische betekenis
De Servatiussleutel is qua materiaal, techniek en vormgeving sterk verwant met een aantal andere objecten uit de werkplaats in Aken. Het meest verwant is een gegoten speld uit Häljarp, Zweden. Daarnaast kunnen genoemd worden de Lebuïnuskelk in het Museum Catharijneconvent te Utrecht, de gouden schenkkan van Karel de Grote in de abdij van Sint-Mauritius in het kanton Wallis in Zwitserland en, als belangrijkste, de bronzen hekken van de paltskapel in de Dom van Aken. De overeenkomsten tussen het op de klassieke oudheid teruggrijpende acanthusbladmotief op de sleutel van Sint-Servaas, op de Zweedse speld, op de Lebuïnuskelk, op de schenkkan van Karel de Grote en de kapitelen van enkele Akense hekken, zijn door de kunsthistoricus Koldeweij uitgebreid toegelicht. Op grond van deze overeenkomsten kan de Servatiussleutel worden toegeschreven aan een groep kunstenaars die in de eerste jaren van de 9e eeuw te Aken werkzaam waren aan het hof van Karel de Grote.

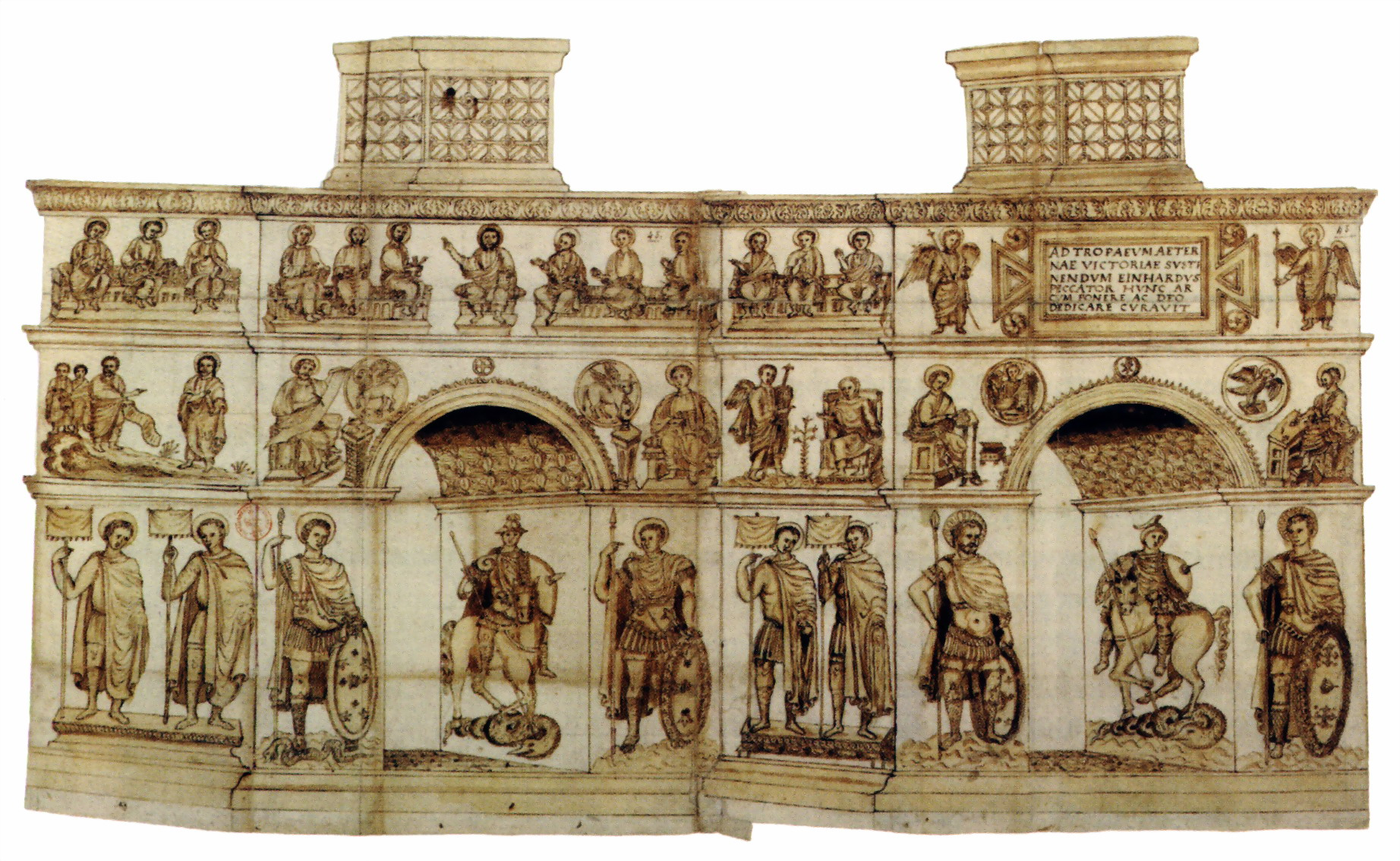
Einhardsboog (verdwenen)
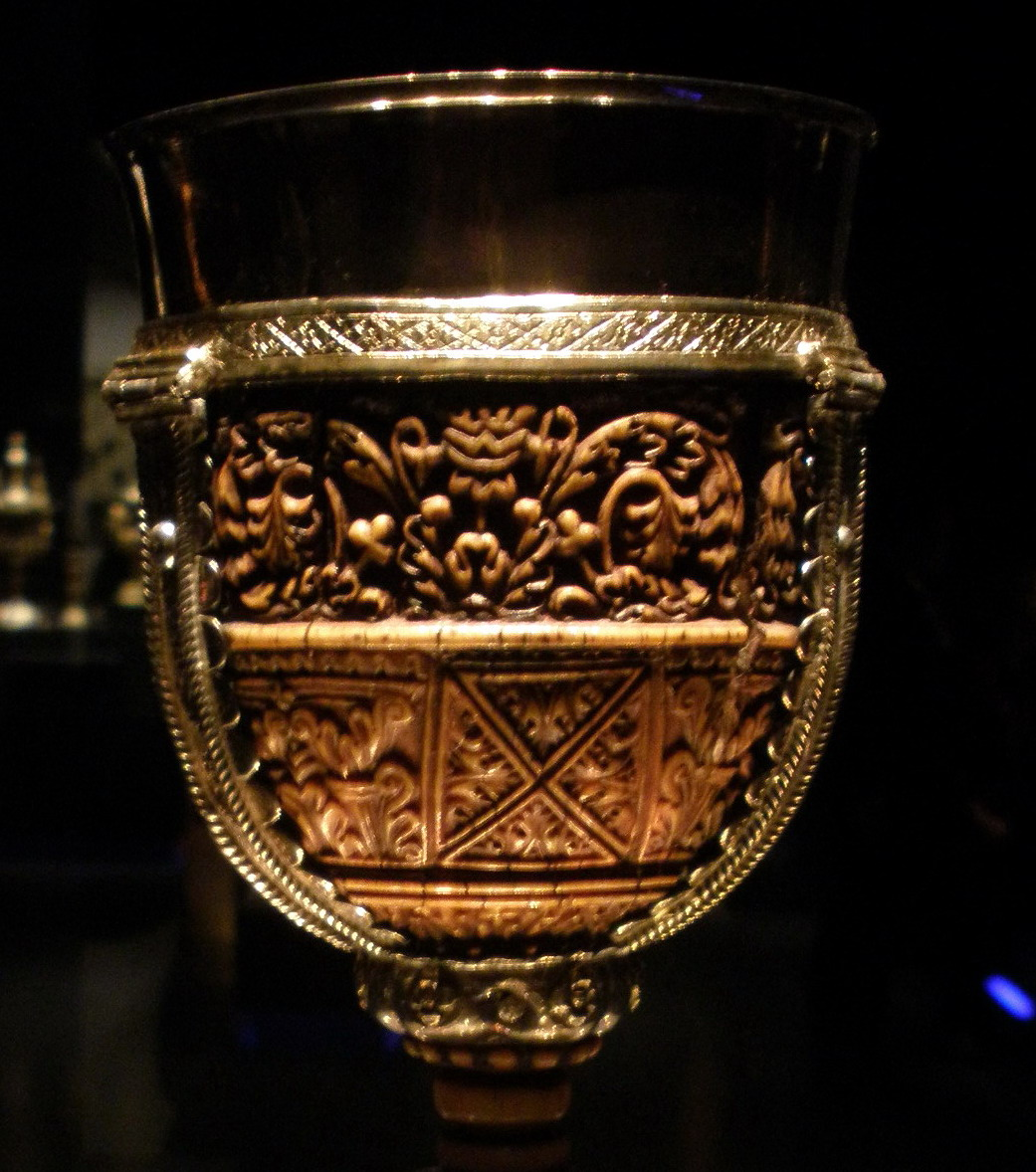
Lebuïnuskelk, Utrecht
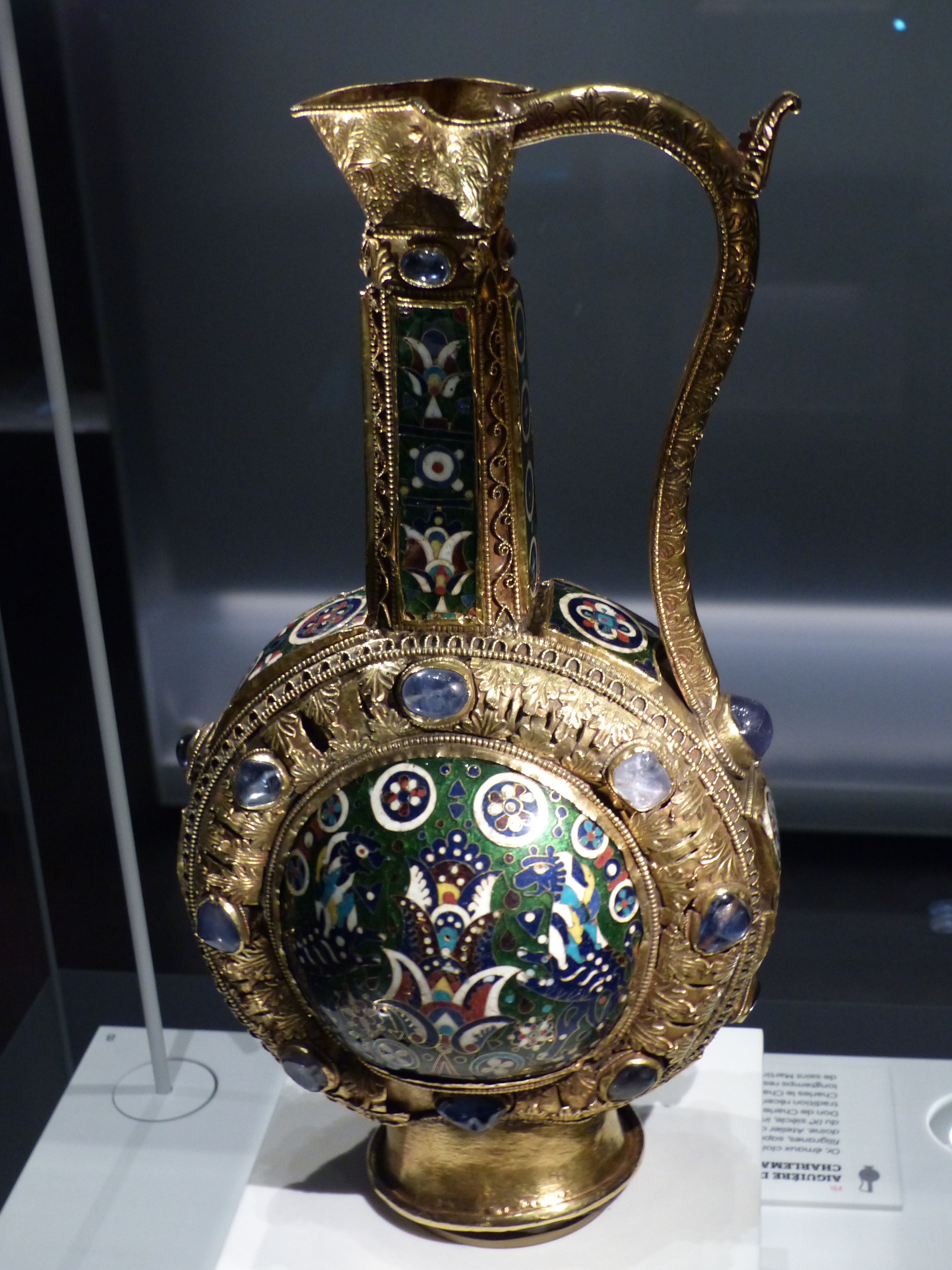
Schenkkan, Abdij St-Mauritius
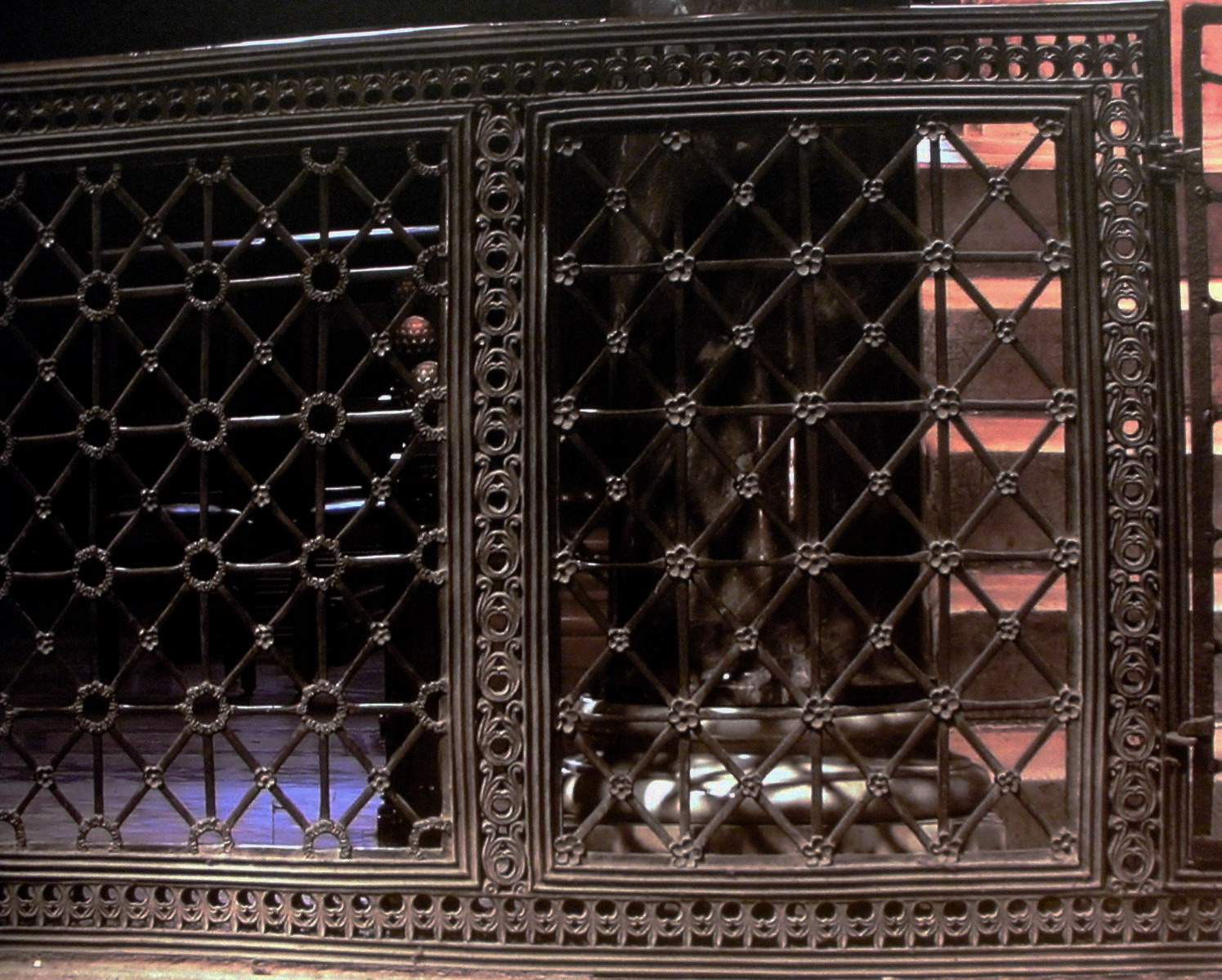
Hek Paltskapel, Aken

## Symboliek
Koldeweij interpreteert de vier oprijzende acanthusranken op het handvat van de sleutel als een allegorie op de boom van kennis van goed en kwaad in het Paradijs, en als het lignum vitae zoals de Akense hofgeleerde Hrabanus Maurus dat beschreef in 815: Christus als het levende kruishout. Bovendien symboliseren de twaalf acanthusrozetten de boom van Jesse en de twaalf stammen van Israël, het voorgeslacht van Christus. De vijf kruisen op de sleutelbaard staan voor de vijf wonden van Christus aan het kruis. Voor Hrabanus Maurus is de sleutel Christus zelf – "clavis est Christus". Koldeweij ziet in de Maastrichtse sleutel tevens de clavis Davidi, de sleutel van David. Karel de Grote werd door zijn omgeving novus David genoemd. De vergelijking met de oudtestamentische priester-koning David speelde lange tijd een rol bij het ritueel van de koningskroning, en zo ook de symboliek van de sleutel van David.

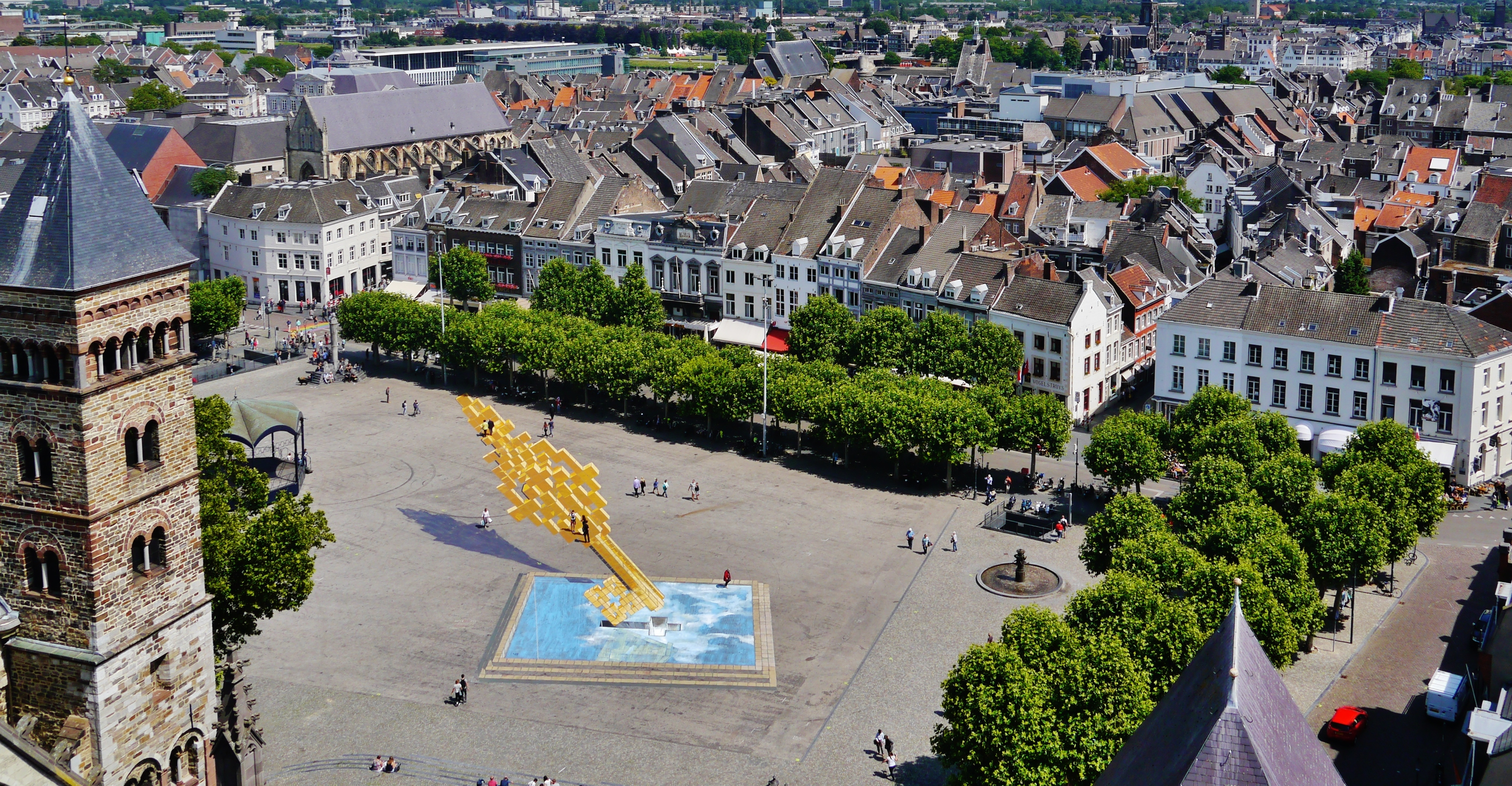
De sleutel van Sint-Servaas als 3D-illusie op het Vrijthof, 2015

De zilveren sleutel in de Sint-Servaaskerk wordt pas vanaf de tweede helft van de 11e eeuw aan Sint-Servaas toegeschreven. Vanaf dat moment raakt de oudtestamentische symboliek op de achtergrond en transformeert de symbolische betekenis naar clavis Petri, de hemelsleutel die Servaas volgens de legende in Rome van Petrus had ontvangen, met de daarbij behorende sleutelmacht.
De aan de sleutel toegeschreven symbolische betekenis had tot gevolg dat een afbeelding ervan in het wapen van het Sint-Servaaskapittel werd opgenomen. Ook tegenwoordig is de sleutel op tal van voorwerpen in en rondom de Sint-Servaasbasiliek te vinden, onder andere op de oude en nieuwe klok Grameer, op de mantels die gedragen worden door de leden van de vereniging "Het graf van Sint-Servaas" (zie Heiligdomsvaart van Maastricht), op een bewaard gebleven immuniteitspaaltje aan het Sint Servaasklooster en op de lantaarnpalen op het Vrijthof. De sleutel is via de aan het kapittel onderhorige elf banken van Sint-Servaas terechtgekomen in de gemeentewapens van de voormalige gemeente Heer, Cadier en Keer en Berg en Terblijt, en (via laatstgenoemde) in het wapen van de huidige gemeente Valkenburg aan de Geul.

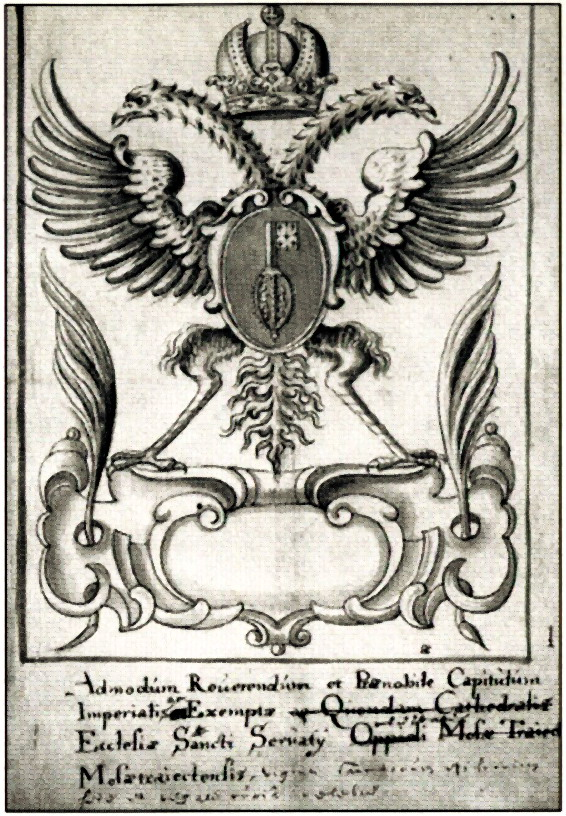
Wapen Sint-Servaaskapittel (18e-eeuwse prent)
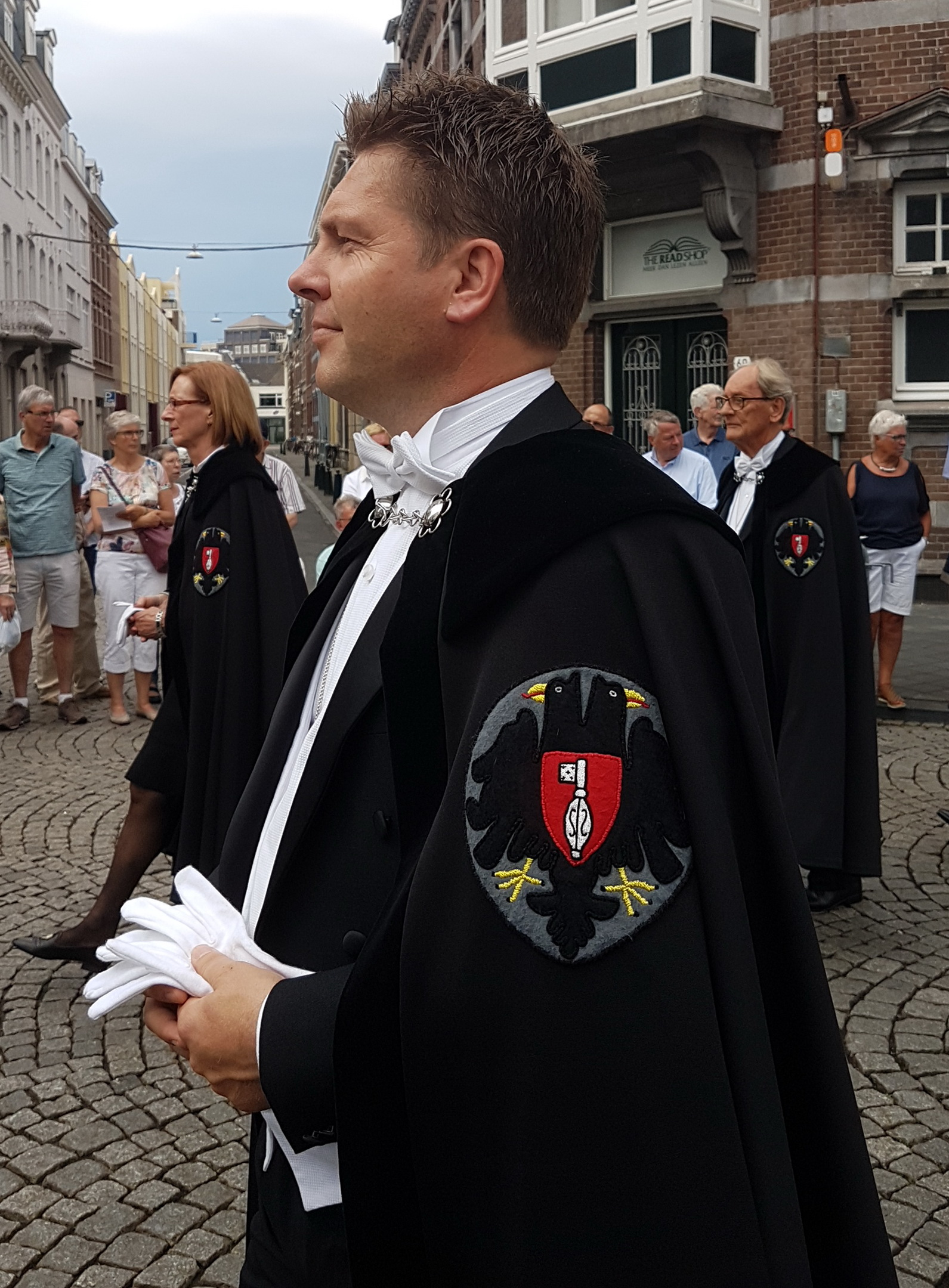
Kleding vereniging "Het graf van Sint-Servaas"
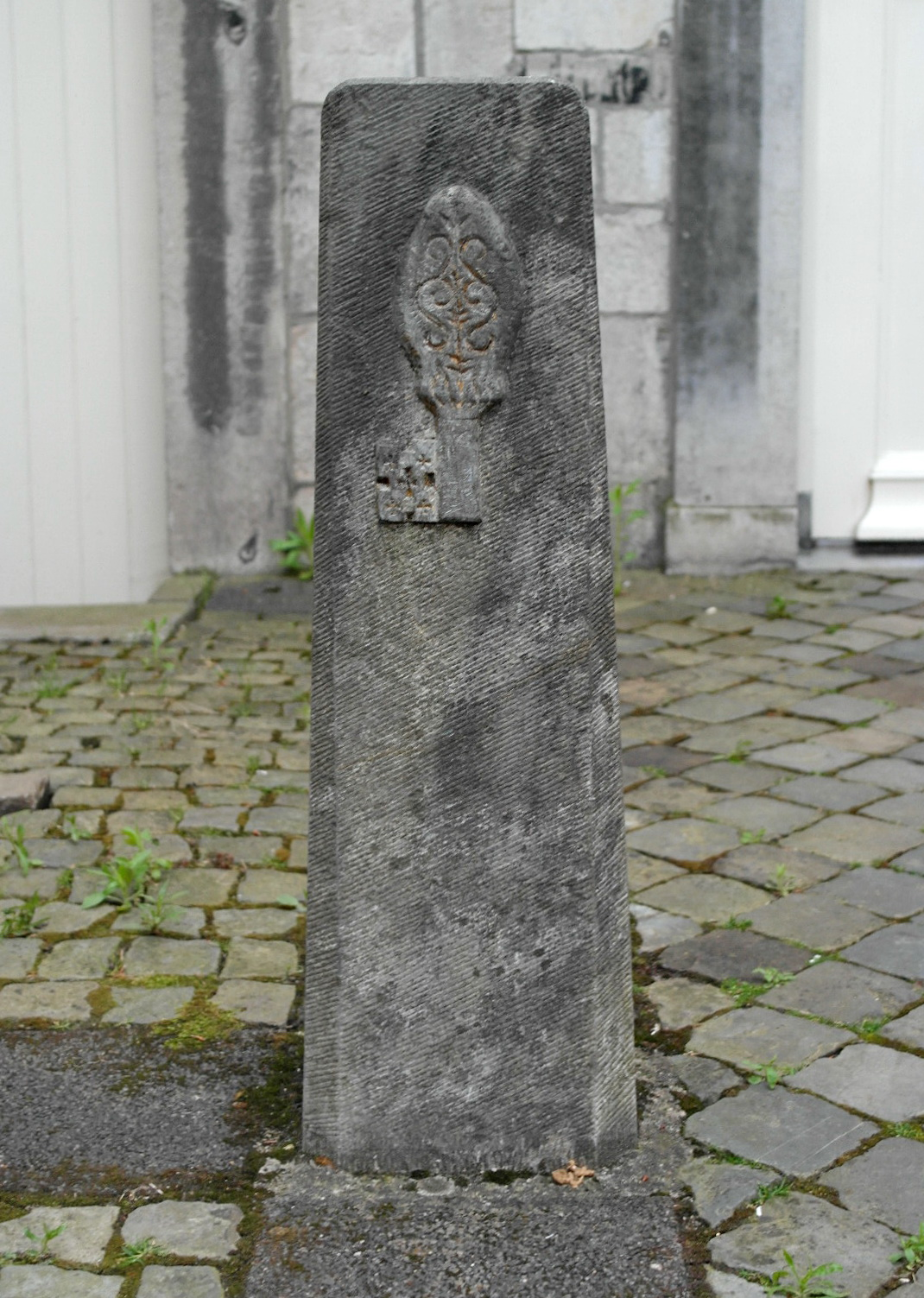
Grenspaaltje immuniteit van Sint-Servaas
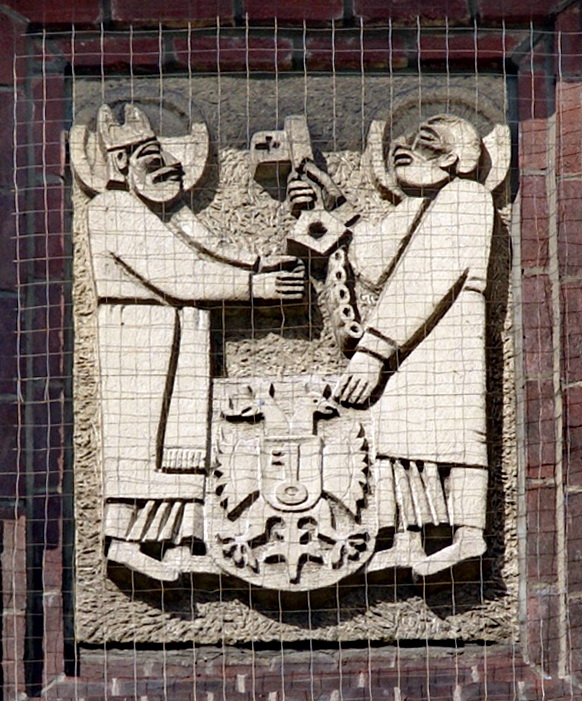
Wapen van de voormalige gemeente Heer